# Pasirjati
Pasirjati is een bestuurslaag in de stadsgemeente Kota Bandung van de provincie West-Java, Indonesië. Pasirjati telt 14.180 inwoners (volkstelling 2010).